# Разрушение русского памятника в Сан-Стефано
«Разрушение русского памятника в Сан-Стефано» (тур. Ayastefanos'taki Rus Abidesinin Yıkılış) — турецкий немой документальный фильм 1914 года, снятый первым турецким кинематографистом Фуатом Узкынаем и солдатами Османской армии. Является самым первым фильмом в истории турецкого кинематографа.

## История создания
Документальный фильм показывает разрушение Храма-усыпальницы русских воинов в Сан-Стефано турецкими войсками после того, как Россия и Османская империя объявили друг другу войну через 3 месяца после начала Первой мировой войны. Памятник был установлен в 1898 году в честь памяти о победе России во время российско-турецкой войны в 1877—1878 годах. Процесс разрушения был снят на киноплёнку, чтобы использовать фильм для военной пропаганды. Изначально к съёмкам хотели привлечь австрийскую кинокомпанию Sacha-Film, но в итоге решили, что такой фильм лучше снять без помощи иностранцев. 14 ноября 1914 года в 8:30 памятник был взорван при большом скоплении народа. Деревянные фрагменты памятника были сожжены, а на развалинах установили турецкие флаги. Ныне[уточнить] правительство Турции планирует восстановить памятник при поддержке России.

## Судьба фильма
Считается что последняя копия фильма была уничтожена в 1941 году, и на сегодняшний день не существует никаких копий в киноархивах. Сохранилось лишь несколько фотографий этого события, но неизвестно относятся ли они к самому фильму. Однако, некоторые современные историки считают, что фильм является мистификацией, и такого события никогда не было зафиксировано. Существуют три версии касательно сохраности фильма; первая заключается в том, что снос не был запланирован заранее (несмотря на фотографии события), вторая заключается в том, что Фуат Узкынай не знал как пользоваться камерой и делал вид что снимал, чтобы не разозлить начальство, а третья заключается в том что фильм был либо утерян, либо украден после того как он был снят. Хотя существует 10-секундная фотореконструкция фильма по сохранившимся фотографиям, дальнейшая судьба фильма остаётся неизвестной.